# Maisegott
 Maisonsgoutte (en alsacià Maisegott) és un municipi francès, situat a la regió del Gran Est, al departament del Baix Rin. L'any 2005 tenia 888 habitants.
Forma part del cantó de Mutzig, del districte de Sélestat-Erstein i de la Comunitat de comunes de la Vall de Villé.

## Demografia
| 1962 | 1968 | 1975 | 1982 | 1990 | 1999 |
| ---- | ---- | ---- | ---- | ---- | ---- |
| 813  | 828  | 828  | 812  | 789  | 776  |

## Administració
| Període   | Identitat     | Partit |
| --------- | ------------- | ------ |
| 2001-2008 | Serge Adrian  |        |
| 2008      | Roland Mangin |        |